# 배봉산 보루
배봉산 보루(拜峰山 堡壘)는 서울특별시 동대문구 전농2동, 배봉산 정상부에 있는 삼국시대 석축성의 기저부 유구이다. 2017년 2월 9일 서울특별시의 기념물 제42호로 지정되었다.

## 지정 사유
3열의 주혈군과 그 바깥쪽으로 조성된 석축기저부, 보강토 등으로 구성된 본 유적은 삼국시대 석축성의 기저부 유구로서, 나무 기둥을 설치하여 토축을 조성한 뒤 석축으로 외벽을 마감하는 고구려식 축성 기법을 잘 보여주고 있음. 이러한 축조기법은 아차산4보루, 홍련봉 보루 등에서 확인되는 고구려 성곽의 축조기법과 동일함. 뿐만 아니라 인근에 아차산, 용마산, 망우산, 봉화산 보루와 연결되면서 중랑천 서쪽에서 확인된 최초의 삼국시대 관방유적이라는 측면에서 중요한 의미를 지니고 기저부의 잔존상태가 양호하므로 본 유적을 시 기념물로 지정하여 보존하고자 한다.

## 조사 보고서
<배봉산 보루> 유적은 서울특별시 동대문구 전농2동 산 32-20번지에 소재한 배봉산 정상부에 위치하고 있다. 배봉산(110m)은 중랑천을 사이에 두고 인접한 용마산(348m), 아차산(295m), 망우산(282m)에 비해 낮은 편이다.
2015년까지 군사시설이 자리잡고 있어 주민들의 출입이 통제되었던 지역으로 군사시설을 철거하고, 배봉산 정상부를 생태공원으로 조성하기 위한 사전 조사(‘16.8.11~9.12./ 총 2,935m2 발굴조사) 과정에서 해당 유적이 확인되었다.
비록 배봉산 정상부에 자리잡고 있던 군사시설을 철거 과정에서 원지형이 상당 부분 파괴되었으나, 사면을 따라 타원형의 주혈군과 적석군 유구가 확인되었다. 주혈군은 대략 3열을 이루며, 원형 안쪽에 위치한 3열에 비해 1·2열이 깊고, 1·2열 주혈 대부분에서 내부에 목주흔이 확인되었다.
주혈군의 바깥쪽에는 정상 사면부를 따라 사면과 평행한 형태의 석렬이 너비 1m내외로 자리잡고 있다. 다양한 크기의 할석으로 이루어져 있으나 북쪽 사면부 등에서 확인된 석열의 경우 비교적 잘 다듬어진 장방형의 할석을 이용하여 외부를 쌓아올린 흔적을 살펴볼 수 있다. 이러한 점에서 해당 유적은 삼국시대 토석이 혼축된 성벽 유적으로 확인되었다. 나무 기둥을 먼저 설치하고 토축부를 조성한 후 석축으로 외벽을 마감하는 형식으로서 이는 고구려 ‘토심석축공법’의 전형적인 양식에 해당한다.
이러한 축조기법은 아차산 4보루, 홍련봉 보루, 시루봉 보루 등 기 발굴조사가 이루어진 고구려 성곽과 동일한 것으로 <배봉산 보루>가 한강 유역의 방어를 위하여 설치되었던 고구려의 보루로 추정해 볼 수 있는 근거가 된다.
특히 <배봉산 보루>는 중랑천 서쪽에서 확인된 최초의 삼국시대 관방 유적이라는 측면에서 중요한 역사적 의의를 지니고 있다. 인접한 아차산, 용마산, 시루봉과 홍련봉 보루와 비교해 보면 비교적 규모가 작고 ‘치’가 설치되어 있지 않은 것을 알 수 있다. 내부에 자리잡고 있던 현대식 군사시설로 인해 보루 내부는 교란되어 건물지나 배수시설 등의 설치 유무를 확인할 수는 없었다. 그러나 경사면을 정리하여 석축을 쌓고 그 안쪽을 흙과 돌로 채워넣는 축조방식은 기존의 아차산 보루와 동일하다. 발굴된 유물로는 타날문 토기편과 경질 토기편이 주를 이루고 있다. 고구려, 신라, 백제의 유물이 혼재되어 있으나 주혈 내부에서 확인된 고구려식 토기편은 이 유적의 성격과 관련하여 주목할 만 하다.
<배봉산 보루>는 인접한 보루군에 비해 규모는 작으나 성벽 기저부가 잘 남아있으며 중랑천 서쪽에서 확인된 최초의 고구려 관방유적으로서 중랑천 동쪽에 있는 아차산, 용마산, 망우산 보루들과 축성 기법 측면에서 연관성이 높아 고대 서울지역에서 삼국의 역사적 정황을 이해할 수 있는 중요한 유적이므로 서울시 기념물로 지정하여 보존하고자 한다.

## 같이 보기
- 배봉산

## 참고 자료
- 배봉산 보루 - 국가유산청 국가유산포털